# Luis de Velasco (1534)
Luis de Velasco, marchese di Salinas, chiamato Luis de Velasco, hijo per distinguerlo dal padre (Carrión de los Condes, 1534 – Siviglia, 7 settembre 1617), figlio del secondo viceré di Nuova Spagna e ottavo viceré, governò il vicereame dal 27 gennaio 1590 al 4 novembre 1595, e ancora dal 2 luglio 1607 al 10 giugno 1611. Tra i due incarichi fu viceré del Perù per otto anni (24 luglio 1596 - 18 gennaio 1604).

## Primi anni
Nato in Spagna, Luis de Velasco accompagnò il padre in Nuova Spagna trascorrendo la gioventù a Città del Messico. Dopo la morte del padre continuò ad abitare in Messico operando come consigliere comunale della capitale. Fu disgustato dal viceré Álvaro Manrique de Zúñiga, e ritornò in Spagna. Si presentò alla corte di Filippo II, ed il re lo nominò ambasciatore a Firenze.

## Prima amministrazione della Nuova Spagna
Il 19 luglio 1589 Velasco ricevette la nomina a nuovo viceré della Nuova Spagna, sostituendo Manrique. In Spagna giungevano voci di tumulti, per cui gli fu suggerito di non sbarcare al solito porto di Veracruz. Utilizzò invece quello di Tamiahua, nella provincia di Pánuco. Al suo arrivo scoprì che era tornata la tranquillità. Salpò quindi per Veracruz, dove giunse a metà dicembre 1589.
Da Veracruz proseguì per Città del Messico, assumendo il governo il 27 gennaio 1590. Qui fu ricevuto con grande felicità da tutte le classi sociali.
Nel 1591 riuscì a pacificare le tribù Chichimeca. I capi chiesero agli spagnoli di fornire loro cibo. Velasco accettò, e fu firmato il trattato di pace. Per insegnare ai Chichimeca le usanze della colonia, 400 famiglie Tlaxcalteca furono mandate ad abitare con loro. Anche i francescani fondarono quattro colonie tra loro, con il centro principale a Zacatecas. In cambio, Velasco ridusse le tasse che gravavano sugli indiani, ed incaricò la Real Hacienda di fornire avvocati per rappresentare le tribù e facilitare il loro assorbimento nella comunità.
Promosse l'industria in Nuova Spagna, soprattutto filatura e tessitura. Inaugurò il Paseo de la Alameda a Città del Messico, e migliorò le fortificazioni di San Juan de Ulúa a Veracruz.

## Viceré del Perù
Nel 1595 Velasco fu nominato viceré del Perù. Si imbarcò ad Acapulco nel novembre dello stesso anno. Dopo otto anni passati in Perù era stanco e malato, e chiese di essere sostituito per poter tornare in Nuova Spagna. Al ritorno, si dedicò alle proprie encomienda di Azcapotzalco e Teulitlán.

## Seconda amministrazione della Nuova Spagna
Il 25 febbraio 1607, Velasco hijo fu di nuovo nominato viceré della colonia, stavolta dal nuovo re Filippo III. Assunse il governo il 2 luglio. Immediatamente inaugurò un progetto che avrebbe dovuto scavare il canale Huehuetoca, per controllare il flusso delle acque. Durante la stagione delle piogge, ogni anno, Città del Messico subiva alluvioni. Il progetto del canale fu supervisionato da Enrico Martínez, ingegnere, e Juan Sánchez, a matematico gesuita. I lavori iniziarono il 28 novembre 1607.
Nel febbraio 1609 un editto reale proibiva nuovamente la schiavismo degli indiani. Velasco hijo attuò rigidamente questo decreto nei confronti di encomenderos e proprietari di miniere. Come il padre, anche questo viceré viene ricordato come difensore degli indiani.
Sempre nel 1609 circolarono voci su un'imminente ribellione di neri. Velasco prese misure preventive, tra cui l'invio di una forza armata guidata da Pedro González de Herrera a Puebla. Herrera doveva combattere gli schiavi fuggiti ed i ribelli (Maroon) del Rio Blanco, che assalivano i viaggiatori tra Veracruz e Città del Messico. Il capo dei neri, Gaspar Yanga, mandò una lettera ad Herrera. La lettera descriveva i maltrattamenti subiti dai neri che li avevano obbligati a fuggire dalla prigionia. Velasco seppe della lettera, ma non prima che fosse combattuta una sanguinosa battaglia, con gravi perdite su ogni fronte. Velasco fece in modo che i neri fuggiti potessero costruirsi un loro villaggio, San Lorenzo de los Negroes, vicino a Córdoba.

### Contatti col Giappone

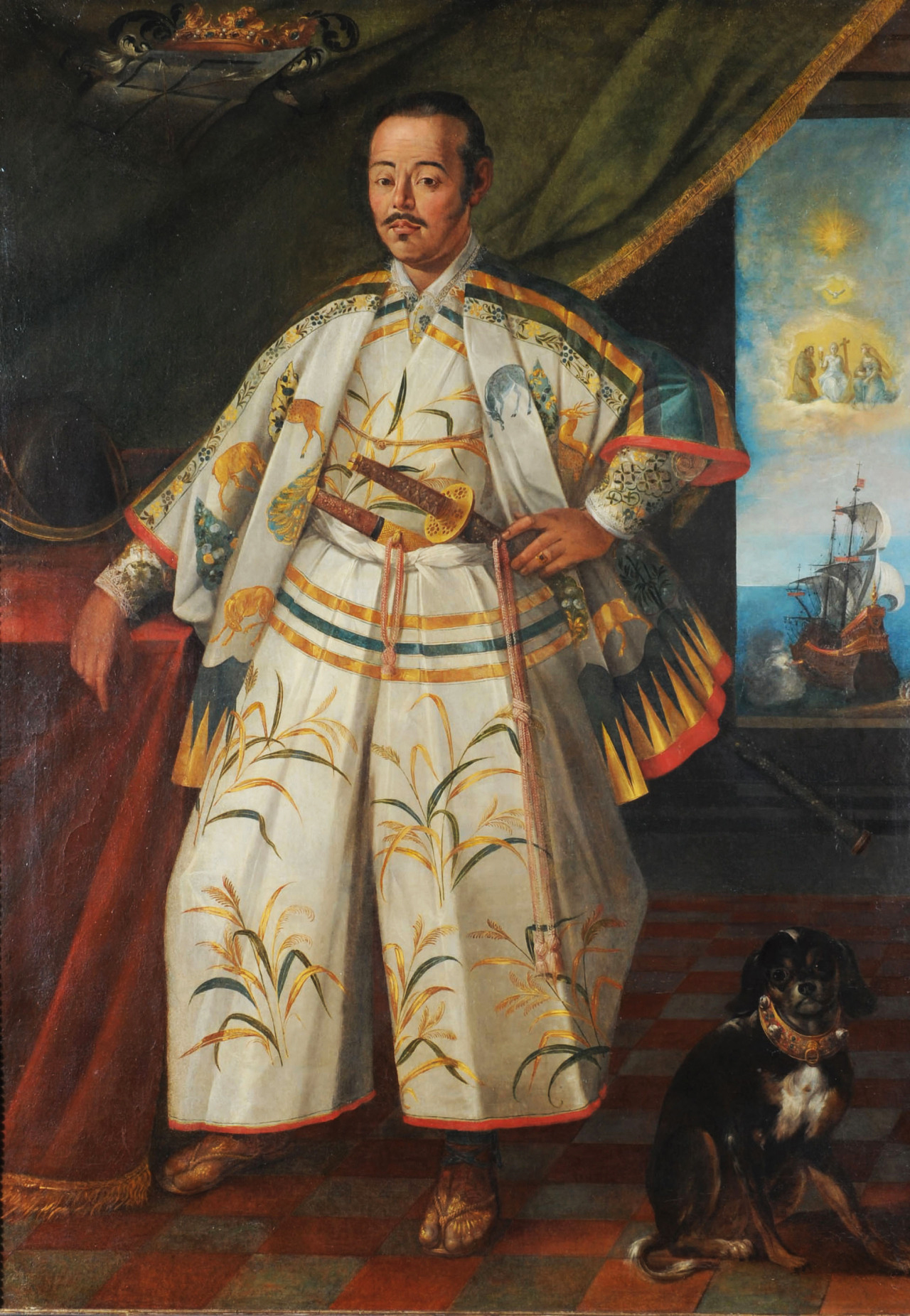
Ritratto di Hasekura Tsunenaga durante il suo viaggio in Nuova Spagna ed Europa, fatto da Claude Deruet, Galleria Borghese, Roma

Luis de Velasco fu coinvolto nell'intessitura di relazioni diplomatiche e commerciali con il Giappone. Nel 1610 ricevette l'ambasciata di Luis Sotelo e Tanaka Shosuke, che era giunto navigando con la San Buena Ventura, accettando di inviare un ambasciatore in Giappone (Sebastián Vizcaíno) con la missione aggiuntiva di esplorare le "isole d'oro e argento" che si pensavano essere al largo delle coste orientali del Giappone. Luis de Velasco confiscò la nave giapponese, temendo che i giapponesi sviluppassero ulteriormente la tecnica necessaria per i viaggi trans-oceanici.
Vizcaíno salpò da Acapulco con la San Bernardo il 22 marzo 1611 con gli emissari provenienti dal Giappone, giungendo ad Uraga il 16 giugno dello stesso anno. Da qui proseguì verso Edo per incontrare il secondo Shōgun Tokugawa Hidetada, e da qui a Sumpa per vedere l'ex-Shogun Tokugawa Ieyasu. Vizcaíno, avendo perso la nave, ripartì dal Giappone il 28 ottobre 1613 a bordo del galeone giapponese San Juan Bautista ed entrando in porto ad Acapulco il 25 gennaio 1614. Fu accompagnato in questo viaggio da Hasekura Tsunenaga, designato come ambasciatore giapponese in Nuova Spagna, ed altri 140 giapponesi.

## Consiglio delle Indie
Nel 1610 re Filippo III lo nominò marchese di Salinas come ricompensa per i suoi servizi, ed il 27 dicembre 1610 presidente del Consiglio delle Indie. Nel 1611 Velasco partì dalla Nuova Spagna per assumere il nuovo incarico nella madre patria. Rimase presidente del Consiglio dal 1º dicembre 1610 fino alle dimissioni presentate a causa della vecchiaia e della malattia. Era il 7 agosto 1617, e morì un mese dopo a Siviglia.